# Bahamy na Letnich Igrzyskach Olimpijskich 2024
Bahamy na Letnich Igrzyskach Olimpijskich 2024 — reprezentacja Bahamów na Letnich Igrzyskach Olimpijskich 2024, które odbywały się w dniach 26 lipca – 11 sierpnia 2024 roku w Paryżu. Zawodnicy z tego kraju wystąpili na letnich igrzyskach olimpijskich po raz osiemnasty. W skład reprezentacji weszło 19 sportowców – 11 mężczyzn i 8 kobiet.

## Skład reprezentacji

### Lekkoatletyka

#### Konkurencje biegowe
| Zawodnik                                                                      | Konkurencja                 | Eliminacje | Eliminacje | Repasaże | Repasaże | Półfinał | Półfinał | Finał | Finał   | Pozycja | Źródła                  |
| Zawodnik                                                                      | Konkurencja                 | Czas       | Pozycja    | Czas     | Pozycja  | Czas     | Pozycja  | Czas  | Pozycja | Pozycja | Źródła                  |
| ----------------------------------------------------------------------------- | --------------------------- | ---------- | ---------- | -------- | -------- | -------- | -------- | ----- | ------- | ------- | ----------------------- |
| Antoine Andrews                                                               | 110 m przez płotki (m)      | 13,43      | 2.         | BYE      | BYE      | 13,43    | 8.       | NQ    | NQ      | 18.     | [ 2 ] [ 3 ]             |
| Charisma Taylor                                                               | 100 m przez płotki (k)      | 12,78      | 4.         | BYE      | BYE      | 12,63    | 3.       | NQ    | NQ      | 12.     | [ 4 ] [ 5 ] [ 6 ] [ 7 ] |
| Denisha Cartwright                                                            | 100 m przez płotki (k)      | 12,89      | 4.         | 13,45    | 7.       | NQ       | NQ       | NQ    | NQ      | 38.     | [ 4 ] [ 5 ] [ 6 ] [ 7 ] |
| Devynne Charlton                                                              | 100 m przez płotki (k)      | 12,71      | 2.         | BYE      | BYE      | 12,50    | 7.       | 12,56 | 6.      | 6.      | [ 4 ] [ 5 ] [ 6 ] [ 7 ] |
| Steven Gardiner                                                               | 400 m (m)                   | DNS        | DNS        | NQ       | NQ       | NQ       | NQ       | NQ    | NQ      | -       | [ 8 ]                   |
| Terrence Jones                                                                | 100 m (m)                   | 10,31      | 6.         | -        | -        | NQ       | NQ       | NQ    | NQ      | 49.     | [ 9 ]                   |
| Wanya McCoy                                                                   | 100 m (m)                   | 10,24      | 5.         | -        | -        | NQ       | NQ       | NQ    | NQ      | 41.     | [ 9 ]                   |
| Wanya McCoy                                                                   | 200 m (m)                   | 20,35      | 2.         | BYE      | BYE      | 20,61    | 5.       | NQ    | NQ      | 18.     | [ 10 ] [ 11 ] [ 12 ]    |
| Ian Kerr                                                                      | 200 m (m)                   | 20,53      | 5.         | 20,60    | 3.       | NQ       | NQ       | NQ    | NQ      | 28.     | [ 10 ] [ 11 ] [ 12 ]    |
| Wendell Miller Zion Miller (rez.) Alonzo Russell Quincy Penn Javonya Valcourt | sztafeta mieszana 4 × 400 m | 3:14,58    | 8.         | -        | -        | -        | -        | NQ    | NQ      | 13.     | [ 13 ]                  |
| Shaunae Miller-Uibo                                                           | 400 m (k)                   | 2:22,29    | 7.         | 53,50    | 7.       | NQ       | NQ       | NQ    | NQ      | 44.     | [ 14 ] [ 15 ]           |

#### Konkurencje techniczne
| Zawodnik        | Konkurencja       | Kwalifikacje | Kwalifikacje | Finał | Finał   | Pozycja | Źródła |
| Zawodnik        | Konkurencja       | Wynik        | Pozycja      | Wynik | Pozycja | Pozycja | Źródła |
| --------------- | ----------------- | ------------ | ------------ | ----- | ------- | ------- | ------ |
| Rhema Otabor    | rzut osczepem (k) | 57,67        | 13.          | NQ    | NQ      | 27.     | [ 16 ] |
| Charisma Taylor | trójskok (k)      | 14,01        | 9.           | NQ    | NQ      | 15.     | [ 17 ] |
| Donald Thomas   | skok wzwyż (m)    | NM           | –            | NQ    | NQ      | –       | [ 18 ] |

#### Dziesięciobój
| Zawodnik     | Konkurencja | 100 m | LJ   | SP    | HJ   | 400 m | 110H  | DT    | PV   | JT    | 1500 m  | Razem | Pozycja | Źródło |
| ------------ | ----------- | ----- | ---- | ----- | ---- | ----- | ----- | ----- | ---- | ----- | ------- | ----- | ------- | ------ |
| Ken Mullings | Rezultat    | 10,60 | 7,36 | 14,19 | 2,02 | 49,43 | 13,70 | 46,07 | 4,80 | 59,83 | 4:55,84 | 8226  | 13.     | [ 19 ] |

### Pływanie
| Zawodnik        | Konkurencja               | Eliminacje | Eliminacje | Półfinał | Półfinał | Finał | Finał   | Pozycja | Źródła |
| Zawodnik        | Konkurencja               | Czas       | Pozycja    | Czas     | Pozycja  | Czas  | Pozycja | Pozycja | Źródła |
| --------------- | ------------------------- | ---------- | ---------- | -------- | -------- | ----- | ------- | ------- | ------ |
| Rhanishka Gibbs | 50 m stylem dowolnym (k)  | 26,27      | 6.         | NQ       | NQ       | NQ    | NQ      | 31.     | [ 20 ] |
| Lamar Taylor    | 100 m stylem dowolnym (m) | 48,84      | 1.         | NQ       | NQ       | NQ    | NQ      | 26.     | [ 21 ] |